# Andrzej Wolan

Herb Lis

Andrzej Wolan (ur. ok. 1530/1531, najprawdopodobniej w okolicach Lwówka, zm. 6 stycznia 1610 w Bijuciszkach) – polsko-litewski pisarz, tłumacz, publicysta, polemista i teolog protestancki epoki renesansu, przywódca kalwinów litewskich, sekretarz królewski. W 1603 roku jako autor trafił do pierwszego polskiego Indeksu Ksiąg Zakazanych powstałego z inicjatywy biskupa Bernarda Maciejowskiego. Przeciwnik katolickiej transsubstancjacji.

## Życiorys
Pochodził ze szlacheckiej rodziny przybyłej do Wielkopolski ze Śląska. Był synem Jana i Zofii z Kwileckich. W 1544 r. rozpoczął studia na uniwersytecie we Frankfurcie nad Odrą, gdzie do 1547 r. kształcił się w zakresie dialektyki, retoryki i epistolografii. Tam też zetknął się z ideami reformacji. Po powrocie z Frankfurtu przebywał u swego krewnego Baltazara Strzeźmińskiego, a następnie na dworze Hieronima Kwileckiego zarządcy dóbr królowej Bony na Litwie. Około 1550 r. został sekretarzem Mikołaja Radziwiłła „Rudego” ówczesnego podczaszego wielkiego litewskiego z którym związał się na kilkadziesiąt lat. Dzięki wsparciu Radziwiłłów w listopadzie 1550 r. rozpoczął studia w Królewcu w zakresie sztuk wyzwolonych. Największy wpływ na Wolana w tym okresie miał rektor Albertyny Georg Sabinus, zięć Filipa Melanchtona.
Po zakończeniu studiów osiadł na stałe na Litwie. Od Mikołaja Radziwiłła „Rudego” otrzymał majątek Bijuciszki, a od Zygmunta Augusta wsie Czereszczenięta i Gierbienięta, dożywotnio dzierżawił też starostwa Rudomin i Niemież. W 1569 r. otrzymał indygenat litewski. Wiosną 1569 r. przebywał w Lublinie jako przedstawiciel Mikołaja Radziwiłła „Rudego” gdzie prowadził negocjacje unijne w imieniu swojego mocodawcy – znanego przeciwnika unii polsko-litewskiej. Po zawarciu unii lubelskiej był wielokrotnie posłem na sejm walny. Za panowania Stefana Batorego został „honorowym” sekretarzem królewskim. Jako zaufany Radziwiłłów i sekretarz królewski wykonywał też ważne misje dyplomatyczne (Praga 1575, Będzin 1589, Ryga 1589, 1599, Moskwa 1595).
Od przybycia na Litwę związał się z tamtejszym zborem kalwińskim. Z czasem wyrósł na przywódcę ewangelików wileńskich i „archiministra” tamtejszej Jednoty, „papieża kalwinistów litewskich”. Uczestniczył w licznych synodach kalwinistów litewskich (m.in. w latach 1570, 1585, 1599) podczas których przekonywał do konieczności zjednoczenia ewangelików z luteranami lub prawosławnymi. W 1590 r. synod powierzył mu funkcję cenzora książek kalwińskich. Przyjaźnił się z czołowymi przedstawicielami litewskiej reformacji: Janem Hlebowiczem, Szymonem Turnowskim, Janem Abramowiczem, Janem Łasickim, Stanisławem Sudrowskim, Andrzejem Dudyczem, Andrzejem Chrząstowskim.
Był trzykrotnie żonaty: z Niemstówną h. Poraj, Oborską h. Abdank i ks. Żyżemską. Doczekał się trzech synów i kilku córek.

## Twórczość
Andrzej Wolan był autorem blisko 50 pism w tym: 33 druków, 13 listów i kilku rękopisów. Zdecydowana większość jego dorobku literackiego poświęcona była tematyce religijnej.
Największą sławę w Europie przyniosły mu polemiki teologiczne prowadzone z wybitnymi jezuitami: Franciszkiem Torresem, Antonim Possevino, Piotrem Skargą, Emmanuelem de Vega, Andrzejem Jurgiewiczem oraz z najwybitniejszym teologiem antytrynitarskim Faustem Socynem. W swych pracach spierał się o obecność Chrystusa w Eucharystii, prymat papieski, egzegezę biblijną, istotę boskości Chrystusa, kult świętych i obrazów oraz zasadność celibatu.
Był też autorem kilku prac o charakterze ustrojowo-prawnym:
Oratio ad senatum Regni Poloniae Magnique Ducatus Lithuaniae, qua boni principis in Republica constituendi modus ostenditur. Mowa ta wydrukowana została w 1573 r. w okresie bezkrólewia po Zygmuncie Auguście a jej przedmiotem jest ukazanie cech jakie powinien wykazywać nowy władca. Przyszły król musi szanować i strzec praw i wolności narodu. Prawo góruje bowiem w Rzeczypospolitej nad wolą monarszą. Król powinien być sprawiedliwy, szczodry, wielkoduszny i mężny. Najwyższe urzędy winny być obsadzane w porozumieniu z izbą senatorską a władca obowiązany jest też do sprawnego wymierzania sprawiedliwości.
Praefatio ad Fricium – stanowi pochwalną przedmowę do polskiego przekładu De Republica emendanda Andrzeja Frycza Modrzewskiego z 1577 r. Szczególnie ceni krytykę Modrzewskiego prawa o mężobójstwie faworyzującego szlachtę.
De principe et propriis eius virtutibus – Wolan nakreślił w tym dziele obraz idealnego księcia-magnata.
Najznaczniejszym jednak jego dziełem poświęconym państwu i prawu jest De libertate politica sive civili libellus lectu non indignus (O wolności rzeczypospolitej albo ślacheckiej książka godna ku czytaniu). Praca ta powstała przed jesienią 1571 r., ale ukazała się dopiero w drugiej połowie 1572 r. w wydawnictwie Macieja Wirzbięty. Traktat poprzedza przedmowa dedykowana Mikołajowi Radziwiłłowi „Rudemu”.
Dzieło składa się z piętnastu rozdziałów. Pierwsze pięć rozdziałów traktuje o sensie wolności, opiniach i stereotypach odnoszących się do tego pojęcia. Wolność w ujęciu Wolana nie może wykraczać poza prawo a prawo nie może naruszać wolności. Podstawą jest prawo naturalne na którym winny bazować przepisy prawa stanowionego. W tej części Wolan podkreśla, że w Rzeczypospolitej lex est rex („prawo jest królem”) i przeciwstawia jej ustrój tyranii. Rozdziały od VI do IX poświęcone są wykonywaniu prawa do wolności, systemowi stanowemu, istocie szlachectwa, własności, krytyce szlachty skupionej na dobrach materialnych. Ostatnie rozdziały poświęca Wolan kwestii reform koniecznych do utrzymania wolnej Rzeczypospolitej – zmian w ustawodawstwie i sądownictwie. Postuluje ustanowienie sądu apelacyjnego, usunięcie złych sędziów, kierowanie się w orzecznictwie rozsądkiem. Podnosi konieczność ustanowienia praw wymierzonych przeciw zepsuciu obyczajów.

### Ważniejsze dzieła
- De libertate politica sive civili[4], powst. 1571, wyd. Kraków 1572, drukarnia M. Wirzbięta; wyd. następne: brak miejsca wydania 1582; przekł. polski Stanisława Dubingowicza pt. O wolności Rzeczypospolitej albo szlacheckiej, Wilno 1606, drukarnia J. Karcan; przedr. K. J. Turowski, Kraków 1859, Biblioteka Polska, zeszyt 12; wyd. i oprac. (ostatnio): M. Eder i R. Mazurkiewicz, Warszawa 2010
- Oratio ad senatum Regni Poloniae[5], brak miejsca roku wydania i osobnej karty tytułowej (druk. w czasie bezkrólewia 1572-1574; według Estreichera: Kraków 1573, drukarnia M. Wirzbięta); przedr. J. Czubek Pisma polityczne z czasów pierwszego bezkrólewia, Kraków 1906[6].
- Vera et orthodoxa veteris ecclesiae sententia de Coena Domini ad Petrum Skarga, Łosk 1574 (egz. obecnie nieznany)
- Praefatio in Fricium, przedmowa łacińska do przekł. C. Bazylika dzieła A. Modrzewskiego O poprawie Rzeczypospolitej, Łosk 1577
- Defensio verae orthodoxae veterisque in ecclesia sententiae, Łosk 1579; wyd. następne: Ryssel 1586
- Paraenesis[7], Spira 1582, drukarnia B. Albinus
- Idololatriae loiolitarum vilnensium oppugnatio, Wilno 1583, drukarnia J. Karcan
- Libri quinque contra Scargae jesuitae vilnensis, septem missae sacrificiique eius columnas[8], Wilno 1584, drukarnia Daniel z Łęczycy
- Oratio gratulatoria. Ad illustriss. dominum principem D. Christophorum Radivilum, Wilno 1584, drukarnia Daniel z Łęczycy
- Oratio funebris in laudem Illustrissimi Principis Nicolai Radivilii, Wilno 1584, drukarnia Daniel z Łęczycy
- (Nowochrzczeństwo, czyli zwierciadło wiary i pobożności nowochrzczeńców), tytuł według M. Balińskiego, który podał za A. Węgierskim również tytuł łaciński: Anabaptismum sive speculum fidei et pietatis anabaptistarum, Wilno 1586; według Estreichera dzieło nie było drukowane
- Apologia... ad calumnias et convitia pestiferae hominum sectae, qui se falso jesuitas vocant, Wilno 1587, drukarnia Daniel z Łęczycy
- Defensio Apologiae (druk obecnie nieznany)
- Ad scurillem et famosum libellum jesuiticae scholae vilnensis et potissimum maledici conviciatoris Andreae Jurgevitii... responsio (Wilno) 1589
- Dirae in obtrectatores, Wilno 1591, drukarnia Typographia Volani (dzieło nieznane)
- Epistolae aliquot ad repellendum doctrinae Samosatenianae errorem, Wilno 1592, drukarnia Officina Coetus Evangelici Vilnensis
- Epistolae aliquot adversus Samosatenianos, de divina Trinitate, Wilno 1592
- Meditatio in epistolam divi Pauli apostoli ad Ephesios, Wilno 1592, drukarnia J. Markowicz
- Iudicium de libello quodam Stanislai Rescii, qui inscribitur Ministromachia (Wilno) 1593 (drukarnia J. Karcan)
- Oratio ad Illustres Radivillos et Chodkiewicios, Wilno 1600, drukarnia U. i S. Sultzerowie
- (Oratio funebris na pogrzebie Sudroviusa), 1600, utwór zaginiony (według J. Rościszewskiego)
- Oratio sive consilium de bello contra Turcas movendo, Eisleben 1604 (druk nieznany Estreicherowi; podał go M. Baliński za dziełem Grosses vollstaendiges Universal-Lexicon, Lipsk 1746)
- De caecitate et poena ecclesiae, Hanau 1608, drukarnia W. Antonius
- De principe et propriis eius virtutibus, Gdańsk 1608, drukarnia M. Rhode.

### Listy i materiały
- Epistola ad Rev. D. Nicolaum Pacium, ep. Kijov., ab A. Volano scripta, ogł. w dodatku do dzieła: M. Pac Orthodoxa fidei confessio, Królewiec 1566
- Do Mikołaja Radziwiłła Rudego, dat. z Lublina 31 maja 1569, ogł. S. Kot „Gniewy o unię”, Studia historyczne ku czci S. Kutrzeby, t. 2, Kraków 1938
- Do Krzysztofa Radziwiłła, dat. 25 listopada 1590; do Mikołaja Krzysztofa Radziwiłła, dat. 23 grudnia 1594; do Janusza Radziwiłła, dat. 1609; ogł. w języku polskim M. Baliński: „Andrzej Wolan, jego życie uczone i publiczne”, Biblioteka Warszawska 1841, t. 1; przedr. w książce: Pisma historyczne, t. 3, Warszawa 1843, s. 103–105, 118–119, 128-130
- Od Szymona Teofila Turnowskiego, dat. z Ostroroga 14 marca 1598, ogł. J. Łukaszewicz Dzieje kościołów wyznania helweckiego w Litwie, t. 2, Poznań 1843, s. 273–274.

### Przekłady o autorstwie niepewnym
- M. Barletius Historia o żywocie i zacnych sprawach Jerzego Kastryota, którego pospolicie Szkanderbegiem zową... na 13 ksiąg rozdzielona... z łac. języka na polski przełożone przez Cypriana Bazylika, Brześć Litewski 1569 (według M. Balińskiego 3 pierwsze księgi przełożył Wolan)
- Mornay du Plessis Jasne i dowodne pokazanie... że papież... nie jest głową powszechnego kościoła chrześcijańskiego, Wilno 1608 (autorstwo przekładu nie jest pewne)
- M. Ossoliński i M. Baliński mylnie przypisywali Wolanowi autorstwo dziełka Augustyna Rotundusa Rozmowa Polaka z Litwinem, brak miejsca wydania 1565.